# Tinea saltatrix
Tinea saltatrix är en fjärilsart som beskrevs av Edward Meyrick 1930. Tinea saltatrix ingår i släktet Tinea och familjen äkta malar.
Artens utbredningsområde är Mauritius. Inga underarter finns listade i Catalogue of Life.